# Ситхоул, Сфифело
Сфифело С’Мисо Ситхоул (англ. Sphephelo S'Miso "Yaya" Sithole; род. 3 марта 1999, Дурбан, Квазулу-Натал) — южноафриканский футболист, полузащитник клуба «Тондела» и сборной ЮАР.

## Клубная карьера
Ситхоул — воспитанник «KZN Академи» и португальских клубов «Спортинг» и «Витория Сетубал». В 2019 году игрок подписал контракт с «Белененсеш САД». 15 июля 2020 года в матче против «Браги» он дебютировал в Сангриш лиге. В 2022 году клуб вылетел в Сегунда лигу, но игрок остался в команде. Летом 2023 года Ситхоул перешёл в «Тонделу». В матче против «Академику де Визеу» он дебютировал за новую команду. 26 августа в поединке против «Пасуш де Феррейра» Сфифело забил свой первый гол за «Тонделу».

## Международная карьера
В 2015 году в составе юношеской сборной ЮАР Ситхоул принял участие в юношеском чемпионате мира в Чили. На турнире он был запасным и на поле не вышел.
9 июня 2022 года в отборочном матче Кубка Африки против сборной Марокко Ситхоул дебютировал за сборную ЮАР.